# Christian Ludwig Ludolph Carl Hornbostel
Christian Ludwig Ludolph Carl Hornbostel (* 12. Juni 1796 in Lauenburg/Elbe; † 15. Mai 1855 in Ratzeburg) war ein deutscher Jurist und Abgeordneter.

## Leben
Christian Ludwig Ludolph Carl Hornbostel entstammte einer niedersächsischen Pastoren- und Juristenfamilie. Er war ein Sohn des Amtmanns im damals hannoverschen Lauenburg Conrad Hermann Heinrich Hornbostel und dessen Frau Sophie Justine Dorothea, geb. Bansen. Friedrich Leopold Hornbostel und Carl Wilhelm Hornbostel waren seine älteren Brüder.
Während seines Studiums der Rechtswissenschaft an der Universität Kiel wurde er 1818 im Corps Holsatia Kiel aktiv. Ab 1822 praktizierte Hornbostel als Rechtsanwalt und Notar in Ratzeburg. Für verschiedene Adlige Güter war er als Gerichtshalter tätig.  Ab Neujahr 1831 führte er als Nachfolger des zum Landsyndikus beförderten Eduard Friedrich Walter als Landschaftssecretair die Geschäfte der Lauenburgischen Ritter- und Landschaft. 1847 war er Teilnehmer am Germanistentag in Lübeck.
Bei den (Zensus-)Wahlen im April/Mai 1848 zur „Verstärkten Landesvertretung“ wurde Hornbostel für die Stadt Ratzeburg zum Abgeordneten der Lauenburgischen Landesversammlung gewählt. Zur Unterscheidung von seinem Bruder Friedrich Leopold Hornbostel, der Lauenburg vertrat, wurde er als Hornbostel II geführt. Die Landesversammlung war das kurzlebige Parlament des Herzogtums Lauenburg innerhalb des Dänischen Gesamtstaates mit Sitz in Ratzeburg. Es vertagte sich im November 1851 und wurde 1853 durch das Landesherrliche Patent vom 20. Dezember 1853 betreffend die innere Verfassung des Herzogtums Lauenburg aufgehoben, das den Sieg der Reaktion festschrieb. An die Stelle der Landesversammlung trat die erneuerte Ritter- und Landschaft mit insgesamt nur noch 15 Vertretern.
Seit 1827 war er verheiratet mit Sophie Marie Charlotte Hofmeister aus Eutin, einer Schwester von Ludwig Heinrich Melchior Hofmeister. Der Sohn des Paares Gustav Heinrich Friedrich Hornbostel (1833–1901) wurde ebenfalls Verwaltungsjurist. Er war Amtsauditor beim Amt Ratzeburg, dann Stadtverordneter und von 1872 bis 1896 Bürgermeister von Ratzeburg.